# Andrea Fossombrone
Andrea Fossombrone (Zara, 1886 – Milano, 25 novembre 1963) è stato un pittore e illustratore italiano.

## Biografia
Si formò a Trieste ed intraprese una carriera pittorica che lo vide impegnato principalmente nell'arte sacra, come affrescatore di chiese milanesi, umbre e dalmate, e illustratore di pubblicazioni religiose. Come autore di dipinti ad olio, ebbe buon successo nel circuito espositivo milanese e braidense.